# اتحاد برای صلح و عدالت
اتحاد برای صلح و عدالت(UFPJ) ائتلافی متشکل بیش از۱۳۰۰ سازمان بین‌المللی و مستقر در ایالات متحده است که با «سیاست دولت برای جنگ دائمی و امپراتوری سازی» مخالف هستند.
این سازمان در اکتبر ۲۰۰۲ در جریان تهاجم ایالات متحده به عراق در سال ۲۰۰۳ توسط ده‌ها گروه از جمله سازمان ملی زنان، شورای ملی کلیساها، اقدام صلح، کمیته خدمات دوستان آمریکایی، صداهای سیاه برای صلح تأسیس شد. نه به نام ما خانواده‌های یازدهم شهریور برای فرداهای آرام و جانبازان برای صلح. اولین اقدام مشترک آن تظاهرات ضد جنگ در روز جهانی حقوق بشر، ۱۰ دسامبر ۲۰۰۲ بود. اتحاد برای صلح و عدالت ابتدا توسط تبادل جهانی، حزب سبز ایالات متحده و دیگران آغاز شد که تظاهرات ۲۰ آوریل ۲۰۰۲ علیه تهاجم ایالات متحده به افغانستان را سازماندهی کردند.
اتحاد برای صلح و عدالت در درجه اول اعتراضات در مقیاس بزرگ را سازماندهی می‌کند. این گروه کار خود را به هفت کمپین تقسیم می‌کند: عراق، استخدام ضد نظامی، عدالت جهانی، خلع سلاح هسته‌ای، فلسطین-اسرائیل، آزادی‌های مدنی- حقوق مهاجران و سازماندهی مبتنی بر ایمان.
آخرین تظاهرات و راهپیمایی بزرگ اتحاد برای صلح و عدالت در ۲۷ژانویه ۲۰۰۷ در واشینگتن دی سی بود. در میان سخنرانان برجسته چندین چهره مشهور از جمله جین فوندا حضور داشتند.
اقدام مهم قبلی اتحاد برای صلح و عدالت از ۲۴ تا ۲۶ سپتامبر۲۰۰۵ در واشینگتن دی سی برای با پایان دادن به جنگ بود. اتحاد برای صلح و عدالت در ۲۴ سپتامبر راهپیمایی، با حمایت مشترک ائتلاف پاسخ، و پس از آن یک جشنواره برگزار شد. اگرچه اعداد دقیق هرگز مشخص نیست، سازمان دهندگان تخمین زدند که صدها هزار نفر در این رویدادها شرکت کردند. اتحادیه آزادی‌های مدنی نیویورک می‌گوید ۳۰۰۰۰۰نفر در این راهپیمایی شرکت کردند. در ۲۵ سپتامبر، خدمات بین ادیان و آموزش مردمی برگزار شد. روز پایانی، ۲۶ سپتامبر، به لابی کردن کنگره و اقدام مستقیم غیرخشونت آمیز و نافرمانی مدنی اختصاص داشت. تقریباً ۳۷۰نفر به دلیل مسدود کردن ورودی کاخ سفید و درخواست ملاقات با جورج دبلیو بوش دستگیر شدند.

## اعتراضات قبلی
برخی از اعتراضات اتحاد برای صلح و عدالت عبارتند از:
- اولین اعتراض آن در ۱۵ فوریه ۲۰۰۳ در مقابل مقر سازمان ملل متحد در شهر نیویورک و با عنوان «جهان به جنگ نه می‌گوید.» این اعتراض بیش از ۵۰۰۰۰۰ نفر را به خود جلب کرد.
- دومین تظاهرات بزرگ آن، در ۲۰ مارس ۲۰۰۴ برای بزرگداشت اولین سالگرد حمله ایالات متحده به عراق برگزار شد. این رویداد بیش از ۱۰۰۰۰۰ نفر را در شهر نیویورک و نزدیک به دو میلیون نفر در ۷۰۰ شهر دیگر به خود جلب کرد.
- در سال ۲۰۰۴، این سازمان می‌خواست در مخالفت با ادامه اشغال عراق، تجمعی را در چمن بزرگ پارک مرکزی برگزار کند. شهر درخواست اتحاد برای صلح و عدالت برای مجوز را رد کرد، بر این اساس که تجمع گسترده در چمن بزرگ برای چمن مضر است و چنین آسیبی جمع‌آوری کمک‌های مالی خصوصی برای حفظ پارک را دشوارتر می‌کند. اتحاد برای صلح و عدالت متهم کرد که شهردار مایکل بلومبرگ مایل به برگزاری تجمعات بزرگ دیگر در چمن بزرگ بود، اما نسبت به تظاهرات تبعیض قائل شد تا طرفداران حزب جمهوری‌خواه را که کنوانسیون چهارساله خود را در شهر نیویورک برگزار می‌کرد، جلب کند. با این وجود، دادگاه اعتراض اتحاد برای صلح و عدالت به رد مجوز را رد کرد. اعتراض بزرگ سرانجام در جای دیگری برگزار شد، در روز یکشنبه، ۲۹ اوت ۲۰۰۴، در آستانه کنوانسیون ملی جمهوری خواهان در سال ۲۰۰۴ در شهر نیویورک. به گفته نیویورک تایمز، این رویداد بیش از ۵۰۰۰۰۰ نفر را به خود جلب کرد و در هر روزنامه بزرگ پوشش اصلی (از جمله صفحه اول عمودی دو اندازه در نیویورک نیوزدی) دریافت کرد. در مارس ۲۰۰۷، پل براون، معاون کمیسر اداره پلیس نیویورک سیتی در مورد اعتراضات کمیته ملی جمهوری خواهان اظهار داشت: «شما قطعا ۸۰۰۰۰۰ نفر در ۲۹ اوت داشتید.»[۴]
- در ۲۷ ژانویه ۲۰۰۷، تظاهراتی در مورد جنگ عراق در واشینگتن دی سی با شرکت تقریباً ۴۰۰۰۰۰ نفر برگزار شد.

## بیانیه وحدت
بیانیه وحدت طولانی اتحاد برای صلح و عدالت، که به عنوان کاری در حال پیشرفت در کنفرانس استراتژی ملی اتحاد برای صلح و عدالت در ژوئن۲۰۰۳ به تصویب رسید و گهگاه به روز رسانی‌های جزئی برای انعکاس رویدادهای جهان دریافت می‌کند. با ابراز مخالفت خود با «جنگ‌های تجاوزکارانه پیشگیرانه ای که توسط دولت بوش به راه انداخته شده» و «محرک برای گسترش کنترل ایالات متحده بر سایر کشورها و سلب حقوق ما در داخل کشور تحت پوشش مبارزه با تروریسم و گسترش دموکراسی آغاز می‌شود.. سپس لفاظی نه به نام ما (که شش ماه قبل تأسیس شد و خود یکی از اعضای اتحاد برای صلح و عدالت است) را تکرار می‌کند و می‌گوید: «ما به استفاده [ایالات متحده] از جنگ و نژادپرستی برای تمرکز قدرت در دستان معدود، درداخل و خارج از کشور، نه می‌گوییم.»
در ادامه خواستار «جنبش توده‌ای گسترده برای صلح و عدالت» و به ویژه برای «حل مسالمت‌آمیز اختلافات بین دولت‌ها؛ احترام به حاکمیت ملی، حقوق بین‌الملل، و اعلامیه جهانی حقوق بشر، دفاع و گسترش، آزادی‌های اساسی دموکراتیک برای همه، عدالت اجتماعی و اقتصادی و استفاده از هزینه‌های عمومی برای رفع نیازهای انسانی و زیست‌محیطی است»
اتحاد برای صلح و عدالت صراحتاً خود را یک سازمان تک موضوعی نمی‌داند: «ما اتحاد برای صلح و عدالت را به عنوان یک ائتلاف جنبش‌ساز تصور می‌کنیم که کار گروه‌های موجود را هماهنگ و پشتیبانی می‌کند و پیوندها و همبستگی را در جایی که وجود ندارد ایجاد می‌کند. ما جنگ‌های خارج ازکشور را با حملات درداخل و نظامی‌گری آمریکا به منافع اقتصادی شرکت‌هایی که در خدمت آن است مرتبط خواهیم کرد.»
این بیانیه قصد پیروی از این اصول را در داخل خود اتحاد برای صلح و عدالت بیان می‌کند: «ما در تمام جنبه‌های کار خود به مشارکت و رهبری حوزه‌هایی که بیشترین تأثیر جنگ را در داخل کشور متحمل می‌شوند، توجه ویژه‌ای خواهیم داشت، مانند رنگین پوستان، جوانان و زنان و کارگران. ما در پرداختن به پویایی قدرت داخلی در جنبش خود فعال خواهیم بود." علاوه بر این، این گروه خود را به عدم خشونت متعهد می‌کند.
این بیانیه با انتقاد از رفتار دولت ایالات متحده، بیش از هر چیز، با توجه به توجیه، آماده‌سازی و اجرای حمله به عراق در سال۲۰۰۳ و اشغال متعاقب آن، از جمله انتقاد از رسانه‌ها و حزب دمکرات به دلیل "امتناع از برای به چالش کشیدن آنها." این استدلال می‌کند که "جنگ علیه عراق لبه اصلی یک حرکت بی امان برای امپراتوری ایالات متحده بود… بهره برداری از تراژدی ۱۱ سپتامبر ۲۰۰۱" برای این منظور و برای "تحمیل سیاست‌های جناح راستی تحت پوشش مبارزه با تروریسم. بود"
سپس این انتقاد به بسیاری از سیاست خارجی ایالات متحده، سیاست تسلیحات هسته ای، پروفایل‌های نژادی، بازداشت مهاجران، و سایر سوء استفاده‌ها در اجرای قانون داخلی گسترش می‌یابد، و قانون میهن پرستان ایالات متحده و قانون میهن پرستان "حتی ظالمانه تر" را متمایز می‌کند. همچنین به آسیبی که بودجه جنگ و «کاهش مالیات برای ثروتمندان» به برنامه‌های داخلی مانند مدیکید و حتی مزایای جانبازان وارد کرده‌است، حمله می‌کند، سپس می‌گوید: «استخدام‌کننده‌های نظامی به شدت دانشجویان کم‌درآمد، عمدتاً رنگین پوستان را هدف قرار می‌دهند. کسانی که به دلیل محرومیت از دسترسی به مدارس خوب و مشاغل مناسب، جایگزین‌های کمی برای فقر یا حبس به جز پیوستن به ارتش دارند."

## انتقاد
یکی از منتقدان ادعا کرد که اتحاد برای صلح و عدالت بیش از حد از حزب دموکرات حمایت می‌کند. با این حال، اتحاد برای صلح و عدالت از تظاهرات خارج از کنوانسیون ملی دموکرات در ژوئیه، ۲۰۰۴ حمایت کرده بود، که خواستار "رد قاطع "رهبری" دموکراتیک بود که از جنگ حمایت می‌کرد. در سال۲۰۰۶، اتحاد برای صلح و عدالت و بسیاری از گروه‌های عضو آن، در کمپین رای دهندگان برای صلح شرکت کردند، تعهدی که بیان می‌کند،"من فقط به نامزدهای فدرال که علناً متعهد بپایان سریع جنگ عراق هستند، رای خواهم داد یا از آنها برای جلوگیری از "جنگ‌های تجاوزکارانه" آینده تلاش حمایت خواهم کرد."
منتقد دیگری از سلسله مراتب در رهبری اتحاد برای صلح و عدالت مستقر در شهر نیویورک انتقاد کرده‌است. او همچنین اظهار داشت که «اگر قرار است دفتر هماهنگ کننده ملی [اتحاد برای صلح و عدالت] ادامه یابد، باید محدودیت‌های دوره مشخص شود»

## پویش "انتخابات دزدی وجود ندارد!"
در سپتامبر۲۰۰۴، اتحاد برای صلح و عدالت به بنیاد درخت آزادی برای انقلاب دموکراتیک، کد پینک و تبادل جهانی پیوست تا کمپین " انتخابات دزدیده نشده! " را راه اندازی کند. از شرکت‌کنندگان دعوت شد تا به امضای تعهدنامه‌ای بپیوندند که شروع می‌کرد: «من انتخابات ریاست‌جمهوری سال۲۰۰۰ را به یاد می‌آورم و اگر دوباره انتخابات به سرقت رفت، حاضرم در سال۲۰۰۴ اقدام کنم.» کمپین اعلام کرد که برای اعتراض گسترده و نافرمانی مدنی در صورت تقلب قابل توجه در انتخابات۲۰۰۴ آماده خواهد شد. در ۳ نوامبر، ده‌ها هزار نفر در بیش از ۸۰ شهر تظاهرات کردند، به سرکوب آرا و بی‌نظمی‌های مکانیکی در اوهایو و سایر ایالت‌ها اعتراض کردند.

## مخالفت شدید با ائتلاف پاسخ برای توقف جنگ
اگرچه اتحاد برای صلح و عدالت با ائتلاف پاسخ برای توقف جنگ برای ایجاد راهپیمایی ۲۴ سپتامبر ۲۰۰۵ واشینگتن دی سی کار کرد، تا دسامبر ۲۰۰۵ این دو گروه به‌طور قطعی از هم جدا شدند. بیانیه دسامبر ۲۰۰۵ توسط اتحاد برای صلح و عدالت می‌گوید که "درگیری با ائتلاف پاسخ برای توقف جنگ …[یکی] جنبه دشوار و بحث برانگیز کار ما بوده‌است" و اتحاد برای صلح و عدالت "تصمیم گرفته‌است که دیگر کار را با ائتلاف پاسخ برای توقف جنگ در سطح ملی هماهنگ نکند." در این سند وقایع پیرامون راهپیمایی ۲۴ سپتامبر مورد بحث قرار می‌گیرد، اتهاماتی مبنی بر اینکه ائتلاف پاسخ برای توقف جنگ «شرایط توافق ما را به نحوی نقض کرده‌است که تأثیر اساسی و منفی بر پیام و تأثیر ۲۴ سپتامبر داشته‌است»، اظهار می‌کند که «حمایت مالی مشترک با ائتلاف پاسخ برای توقف جنگ در ۲۴ سپتامبر توسط برخی از افراد مورد استقبال قرار گرفت. جنبش ضدجنگ اما مشارکت دیگران را محدود یا کاملاً ممانعت کرد، و توضیح می‌دهد: «ما در مورد تصمیم به همکاری نکردن با ائتلاف پاسخ برای توقف جنگ اتفاق نظر نداشتیم، اما «بیش از دو سوم اکثریت فوق‌العاده داشتیم… ما هیچ توصیه یا دستوری در مورد آن این موضوع به گروه‌های عضو اتحاد برای صلح و عدالت در منطقه محلی یا حوزه انتخابیه نداریم."
ائتلاف پاسخ برای توقف جنگ در پاسخ گفت که "اتحاد برای صلح و عدالت علناً قصد خود را برای تقسیم جنبش اعلام کرده‌است" و اتحاد برای صلح و عدالت را به "حمله نادرست و زشت به ائتلاف پاسخ برای توقف جنگ " و انجام این کار به دلایل "خجالت آور کوچک و حیرت آور پیش پا افتاده" متهم کرد. بیانیه ائتلاف پاسخ برای توقف جنگ علاوه بر ارائه نسخه خود از وقایع مربوط به ۲۴سپتامبر، نشان دهنده برخی اختلافات کمتر پیش پا افتاده بین گروه‌ها است: آنها اتحاد برای صلح و عدالت را به دلیل تمایل آن به پذیرش حتی سیاستمداران میانه‌رو، مانند جان مورتا، که از جنگ ناراضی هستند،انتقاد می‌کنند، در حالی که ائتلاف پاسخ برای توقف جنگ " تلاش برای تطبیق پیام جنبش مترقی برای خشنود کردن حمایت‌های طولانی مدت اما خیالی سیاستمداران را مضر می‌داند."